# Jennifer Coolidge
Pour les articles homonymes, voir Coolidge.
Jennifer Coolidge, née le 28 août 1961 à Boston, dans le Massachusetts, est une actrice américaine.

## Biographie

### Jeunesse
Jennifer Coolidge est née le 28 août 1961, à Boston (Massachusetts, États-Unis). Elle est la fille de Gretchen Knauff et Paul Constant Coolidge.
Elle a un frère, Andrew, et deux sœurs, Elizabeth et Susannah.

### Carrière

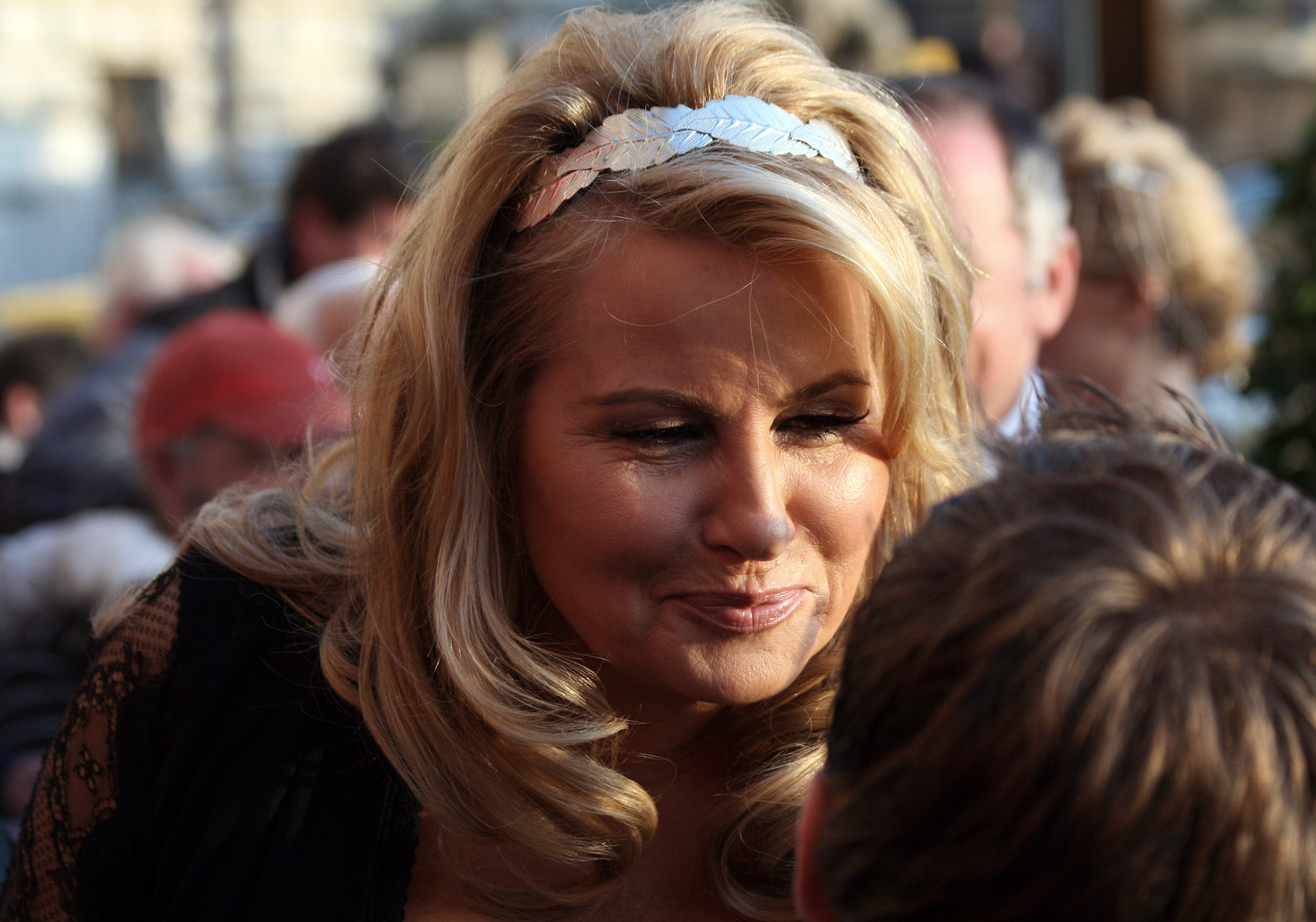
Jennifer Coolidge au Romy, le 21 avril 2012.

En 1997, elle participe à Plump Fiction, parodie du film de Quentin Tarantino par Bob Koherr.
Elle compte parmi ses autres comédies Une nuit au Roxbury de John Fortenberry et Le Plus Fou des deux de Jonathan Lynn, où elle a pour partenaires Jeff Daniels et Michael Richards. 
On la découvre dans le rôle de la mère de famille ultra-sexy qui draguait le tout jeune Eddie Kaye Thomas dans American Pie paru en 1999, avant d’enchaîner avec Le Club des cœurs brisés en 2000. 
Elle est aussi la partenaire de Reese Witherspoon dans La Revanche d'une blonde, succès de l'année 2001.
Elle a également participé à des séries télévisées comme Seinfeld, Les Rois du Texas, Ladies Man ou Friends. 
En 2003, dans Friends, elle joue l'ancienne amie de Monica et Phoebe avec un accent snob (saison 10, épisode 3). Elle enchaîne dans La blonde contre-attaque, suite de  La Revanche d'une blonde.
En 2004, elle obtient le rôle de Bobbie Morgenstern, l'agent de Joey Tribbiani, dans la série Joey, dérivée de Friends. Dans un même temps, elle apparaît au côté de Jim Carrey dans Les Désastreuses Aventures des orphelins Baudelaire. La même année, elle assiste Hilary Duff, Chad Michael Murray, Regina King et Madeline Zima dans la comédie à succès Une aventure de Cendrillon.
En 2006, elle prend part à Sexy Movie, poursuit avec American Dreamz face à Hugh Grant et Mandy Moore, puis finit l’année avec Click : Télécommandez votre vie, porté par Adam Sandler.
En 2011, elle se joint a la série 2 Broke Girls où elle joue une femme d'origine polonaise possédant une compagnie de service de nettoyage : Le Choix de Sophie.
La même année, elle rejoint Keri Russell et Jane Seymour pour la comédie romantique Coup de foudre à Austenland.
Elle s’associe en 2020 à Tiffany Haddish,  Rose Byrne et Salma Hayek pour la comédie Lady Business. Un peu plus tard, elle prend part au récit Promising Young Woman. Coproduit par l'actrice australienne Margot Robbie, il s'agit du premier long métrage de Fennell en tant que réalisatrice. Le film est diffusé en avant-première au Festival du film de Sundance 2020 et reçoit des critiques majoritairement positives, avec des éloges pour son scénario, sa réalisation et l'interprétation de Carey Mulligan. Le film remporte l'Oscar du meilleur scénario original à la cérémonie des Oscars 2021, où il était également nommé pour l'Oscar du meilleur film, de la meilleure réalisation, du meilleur montage et de la meilleure actrice pour Carey Mulligan.
En 2021, elle apparaît dans Que souffle la romance et Swan Song, ainsi que dans le film d'animation Arlo, le garçon alligator, diffusé sur Netflix.
L’année 2022 se voit portée par sa participation au film Shotgun Wedding, ayant pour vedette Jennifer Lopez, qui est disponible sur Amazon Prime.
À la télévision, elle joue des rôles principaux dans The Watcher et The White Lotus, rôle pour lequel elle reçoit un Emmy Award et un prestigieux Golden Globes.
Elle rejoint en 2025, la distribution du blockbuster Minecraft.

## Filmographie

### Cinéma
- 1997 : Le Plus Fou des deux (Trial and Error) de Jonathan Lynn : Jacqueline
- 1997 : Plump Fiction de Bob Koherr (en) : Sister Sister
- 1998 : Une nuit au Roxbury (A Night at the Roxbury) de John Fortenberry et Amy Heckerling : La policière sexy
- 1998 : Sacré Slappy de Barnet Kellman (en) : Harriet
- 1999 : Austin Powers 2 : L'Espion qui m'a tirée (Austin Powers : The Spy Who Shagged Me) de Jay Roach : Une femme au match de football
- 1999 : American Pie de Paul Weitz et Chris Weitz : la mère de Stifler
- 2000 : Le Club des cœurs brisés (The Broken Hearts Club) de Greg Berlanti : Betty
- 2000 : Bêtes de scène (Best in Show) de Christopher Guest : Sherri Ann Cabot
- 2001 : Les Pieds sur terre (Down to Earth) de Paul Weitz et Chris Weitz : Mme Wellington
- 2001 : La Revanche d'une blonde (Legally Blonde) de Robert Luketic : Paulette
- 2001 : Pootie Tang de Louis C.K. : Ireenie
- 2001 : American Pie 2 de James B. Rogers : La mère de Stifler
- 2001 : Zoolander de Ben Stiller : Une designer américaine
- 2003 : Les Grandes Retrouvailles (A Mighty Wind) de Christopher Guest : Amber Cole
- 2003 : Carolina de Marleen Gorris : tante Marilyn
- 2003 : La blonde contre-attaque (Legally Blonde 2: Red, White & Blonde) de Charles Herman-Wurmfeld : Paulette
- 2003 : American Pie: Marions-les ! (American Wedding) de Jesse Dylan : La mère de Stifler
- 2004 : Une aventure de Cendrillon (A Cinderella Story) de Mark Rosman : Fiona Montgomery
- 2004 : Les Désastreuses Aventures des orphelins Baudelaire (Lemony Snicket's A Series of Unfortunate Events) de Brad Silberling : Une des femmes à la tête blanche
- 2005 : Robots de Chris Wedge et Carlos Saldanha : Tante Fanny (voix)
- 2006 : Sexy Movie de Aaron Seltzer et Jason Friedberg : Roz Funkyerdoder
- 2006 : American Dreamz de Paul Weitz : Martha Kendoo
- 2006 : Click : Télécommandez votre vie (Click) de Frank Coraci : Janine
- 2006 : For Your Consideration de Christopher Guest : Whitney Taylor Brown
- 2007 : Big Movie d'Aaron Seltzer et Jason Friedberg : White Bitch
- 2008 : Soul Men de Malcolm D. Lee : Rosalee
- 2008 : Igor de Tony Leondis : Jaclyn / Heidi (voix)
- 2009 : ExTerminators de John Inwood : Stella
- 2009 : A Good Funeral de David Moreton : Helen
- 2009 : Bad Lieutenant : Escale à La Nouvelle-Orléans (The Bad Lieutenant : Port of Call - New Orleans) de Werner Herzog : Genevieve
- 2009 : La Guerre des Broncos (Gentlemen Broncos) de Jared Hess : Judith
- 2010 : The Jack of Spades (cy) de Miceal Og O'Donnell : Monica
- 2011 : Mangus! (en) de Ash Christian : Cookie Spedgewick
- 2012 : American Pie 4 de Jon Hurwitz et Hayden Schlossberg : La mère de Stifler
- 2013 : Coup de foudre à Austenland (Austenland) de Jared Hess : Miss Elizabeth Charming
- 2014 : Alexandre et sa journée épouvantablement terrible et affreuse (Alexander and the Terrible, Horrible, No Good, Very Bad Day) de Miguel Arteta : Mme Suggs
- 2015 : Alvin et les Chipmunks : À fond la caisse (Alvin and the Chipmunks: The Road Chip) de Walt Becker : Mme Price
- 2015 : Hell and Back de Tom Gianas (en) et Ross Shuman : Durmessa (voix)
- 2016 : Mascots de Christopher Guest : Jolene Lumpkin
- 2020 : Lady Business (Like a Boss) de Miguel Arteta : Sydney
- 2020 : Promising Young Woman d'Emerald Fennell : Susan
- 2020 : Pierre the Pigeon-Hawk de John D. Eraklis : Tante Peggy (voix)
- 2021 : Que souffle la romance (Single All The Way) de Michael Mayer : tante Sandy
- 2021 : Swan Song de Todd Stephens : Dee Dee Dale
- 2021 : Arlo, le garçon alligator (Arlo the Alligator Boy) de Ryan Crego : Stucky (voix)
- 2022 : Shotgun Wedding de Jason Moore : Carol
- 2023 : We Have a Ghost de Christopher Landon : Judy Romano
- 2024 : Riff Raff de Dito Montiel
- 2025 : Minecraft de Jared Hess

### Télévision

#### Séries télévisées
- 1993 : Seinfeld : Jod
- 1995 : Les Monroe : Marcia Kelly
- 1997-1999 : Les Rois du Texas (King of the Hill) : Miss Kremzer (voix[2])
- 1998 : Carol (en) : Rhonda
- 1998 : Rude Awakening : Sue
- 1999 : Ladies Man : Helen
- 2001 : Frasier : Frederica
- 2001 : Temps mort (Dead Last) : Annalee
- 2002 : Do Over : Gwen Brody
- 2003 - 2004 : According to Jim : Roxanne
- 2003 : Sex and the City : Victoria
- 2003 : Friends : Amanda Buffamonteezi
- 2004 : Le Roi de Las Vegas (Father of the Pride) : Tracy (voix)
- 2004 : Ginger (As Told by Ginger) : Nikki LaPorte (voix)
- 2004 : Game Over (en) : Ramona / Amazon (voix)
- 2004 - 2006 : Joey : Bobbie Morganstern
- 2005 : Hopeless Pictures (en) : Traci (voix)
- 2007 - 2009 : Nip/Tuck : Candy Richards
- 2008 : The Closer : L.A. enquêtes prioritaires (The Closer) : Angie Serabian
- 2008 : Rick et Steve (Rick & Steve: The Happiest Gay Couple in All the World) : Fannie Mae (voix)
- 2008 - 2012 : La Vie secrète d'une ado ordinaire (The Secret Life of the American Teenager) : Betty
- 2009 : Party Down : Bobbie St. Brown
- 2009 : Kath & Kim (en) : Lenore
- 2010 - 2012 : Le Monde selon Tim (The Life and Times of Tim) : Amber / La mère de Debbie (voix)
- 2010 - 2013 : Hero Factory (en) : Une journaliste / Daniella Capricorn (voix)
- 2011 - 2012 : Ça bulle ! (Fish Hooks) : Mme Lips / Doris (voix)
- 2012 : Napoleon Dynamite : Mme Moser (voix)
- 2012 - 2016 : Souvenirs de Gravity Falls (Gravity Falls) : Lazy Susan (voix)
- 2012 - 2017 : 2 Broke Girls : Sophie Kachinsky
- 2015 : Glee : Whitney S. Pierce
- 2015 : Inside Amy Schumer : Cleopatricia Sherman
- 2015 : TripTank : La mère (voix)
- 2017 : American Dad ! : Caroline (voix)
- 2018 - 2022 : Bienvenue chez les Loud (The Loud House) : Myrtle (voix)
- 2019 : The Cool Kids (en) : Bonnie
- 2020 : Royalties (en) : Miriam Hale
- 2020 - 2021 : Les Fungies : Dr. Nancy / Crandy / Eel / Nancy jeune (voix)
- 2021 : Rick et Morty (Rick and Morty) : Daphne (voix)
- 2021 : J'adore Arlo (en) (I Heart Arlo) : Stucky (voix)
- 2021 : Ten Year Old Tom (en) : La mère de Dakota (voix)
- 2021 - 2022 : The White Lotus : Tanya McQuoid
- 2022 : The Watcher : Karen Calhoun

#### Téléfilms
- 1995 : A Bucket of Blood de Michael McDonald : la fille stupide
- 2002 : Women vs. Men de Chazz Palminteri : Shelly
- 2003 : Citizen Tony d'Igor Kovalyov : Lillypop (voix)
- 2006 : If You Lived Here, You'd Be Home By Now de Peter Lauer : Sherry
- 2008 : Un combat pour la vie (Living Proof) de Dan Ireland : Tish
- 2010 : Love and the City (Beauty & the Briefcase) de Gil Junger : Alicia

### Jeu vidéo
- 2005 : Robots : tante Fanny (voix)

### Clip vidéo
- 2018 : Thank U, Next d' Ariana Grande : Paulette

## Voix francophones
En France, Jennifer Coolidge est doublée par plusieurs actrices. Hélène Chanson fut sa première voix régulière tandis que Martine Irzenski et Carole Franck la doublent en alternance.
Au Québec, elle est régulièrement doublée par Marie-Andrée Corneille.
En France
| - Hélène Chanson dans : - Nip/Tuck (série télévisée) - Joey (série télévisée) - The Closer : L.A. enquêtes prioritaires (série télévisée) - Kath & Kim (en) (série télévisée) - Un combat pour la vie (téléfilm) - Coup de foudre à Austenland - Martine Irzenski dans : - Igor (voix) - The White Lotus (série télévisée) - The Watcher (série télévisée) - We Have a Ghost - Minecraft, le film - Riff Raff - Carole Franck dans : - Two Broke Girls (série télévisée) - Alexandre et sa journée épouvantablement terrible et affreuse - Mascots - Like a Boss - Shotgun Wedding - Martine Meirhaeghe (*1949 - 2016) dans : - American Pie - American Pie 2 - American Pie : Marions-les ! | - Laurence Crouzet, dans : - La Revanche d'une blonde - La blonde contre-attaque - La Vie secrète d'une ado ordinaire (série télévisée) - Élisabeth Wiener, dans : - Sexy Movie - Big Movie - Brigitte Virtudes dans : - Click : Télécommandez votre vie - Love and the City (téléfilm) Et aussi - Jane Val (*1930 - 2006) dans Robots (voix) - Sophie Deschaumes dans American Pie 4 - Fabienne Loriaux (Belgique) dans Souvenirs de Gravity Falls (voix) - Brigitte Aubry dans The Cool Kids (série télévisée) - Sylvie Genty dans Promising Young Woman - Daria Levannier dans Que souffle la romance - Véronique Augereau dans Monstres et Cie : Au travail (voix) |

Au Québec
| - Marie-Andrée Corneille dans : - Folies de graduation - Le clou du spectacle - Les deux pieds sur terre - Folies de graduation 2 - Blonde et légale - Les grandes retrouvailles - Blonde et légale 2 : Rouge, blanc et blonde - Une aventure de Cendrillon - Clic - Soul Men - Folies de Graduation : La Réunion - Alexandre et sa journée épouvantablement terrible et affreuse - La Guerre des Boss | - Élise Bertrand dans : - Film épique - La Guerre des Broncos Et aussi - Natalie Hamel-Roy dans Le Plus Fou des deux - Rafaëlle Leris dans Une nuit au Roxbury - Claudie Verdant dans Folies de graduation : Le Mariage - Anne Dorval dans Émoji le film (voix) |

## Distinctions

### Récompenses
- Florida Film Critics Circle Awards 2004 : meilleure distribution dans une comédie musicale pour Les Grandes Retrouvailles partagée avec Bob Balaban, Ed Begley Jr., Christopher Guest, Laura Harris, John Michael Higgins, Michael Hitchcock, Linda Kash, Don Lake, Eugene Levy, Jane Lynch, Michael Mantell, Michael McKean, Larry Miller, Christopher Moynihan, Catherine O'Hara, Jim Piddock, Parker Posey, Harry Shearer, Deborah Theaker et Fred Willard.
- Critics' Choice Movie Awards 2022 : Meilleure actrice dans un second rôle pour The White Lotus
- Hollywood Critics Association Television Awards 2022 : meilleure actrice dans un second rôle pour The White Lotus
- International Online Cinema Awards 2022 : meilleure actrice dans un second rôle pour The White Lotus
- Online Film & Television Association Awards 2022 : meilleure actrice dans un second rôle dans un second rôle pour The White Lotus
- Primetime Emmy awards 2022 : Meilleure actrice dans un second rôle dans une mini-série, une anthologie ou un téléfilm pour The White Lotus
- AACTA International Awards 2023 :  Meilleure actrice dans un second rôle dans une mini-série ou un téléfilm pour The White Lotus
- Critics' Choice Movie Awards 2023 : Meilleure actrice dans un second rôle dans une mini-série, une anthologie ou un téléfilm pour The White Lotus
- Golden Globes 2023 : Meilleure actrice dans un second rôle dans une mini-série, une anthologie ou un téléfilm pour The White Lotus
- Screen Actors Guild Awards 2023 : Meilleure distribution pour une série dramatique pour The White Lotus partagée avec  F. Murray Abraham, Paolo Camilli, Adam DiMarco, Meghann Fahy, Federico Ferrante, Bruno Gouery, Beatrice Grannò, Jon Gries, Tom Hollander, Sabrina Impacciatore, Michael Imperioli, Theo James, Aubrey Plaza, Haley Lu Richardson, Eleonora Romandini, Federico Scribani, Will Sharpe, Simona Tabasco, Leo Woodall et Francesco Zecca

### Nominations
- Gotham Independent Film Awards 2021 : meilleure actrice dans un second rôle dans une mini-série ou un téléfilm pour The White Lotus
- AACTA International Awards 2022 :  Meilleure actrice dans un second rôle dans une mini-série ou un téléfilm pour The White Lotus
- Golden Globes 2022 : Meilleure actrice dans un second rôle dans une mini-série, une anthologie ou un téléfilm pour The White Lotus
- Screen Actors Guild Awards 2022 : Meilleure actrice dans une mini-série ou un téléfilm pour The White Lotus